# Городоцький район (Хмельницька область)

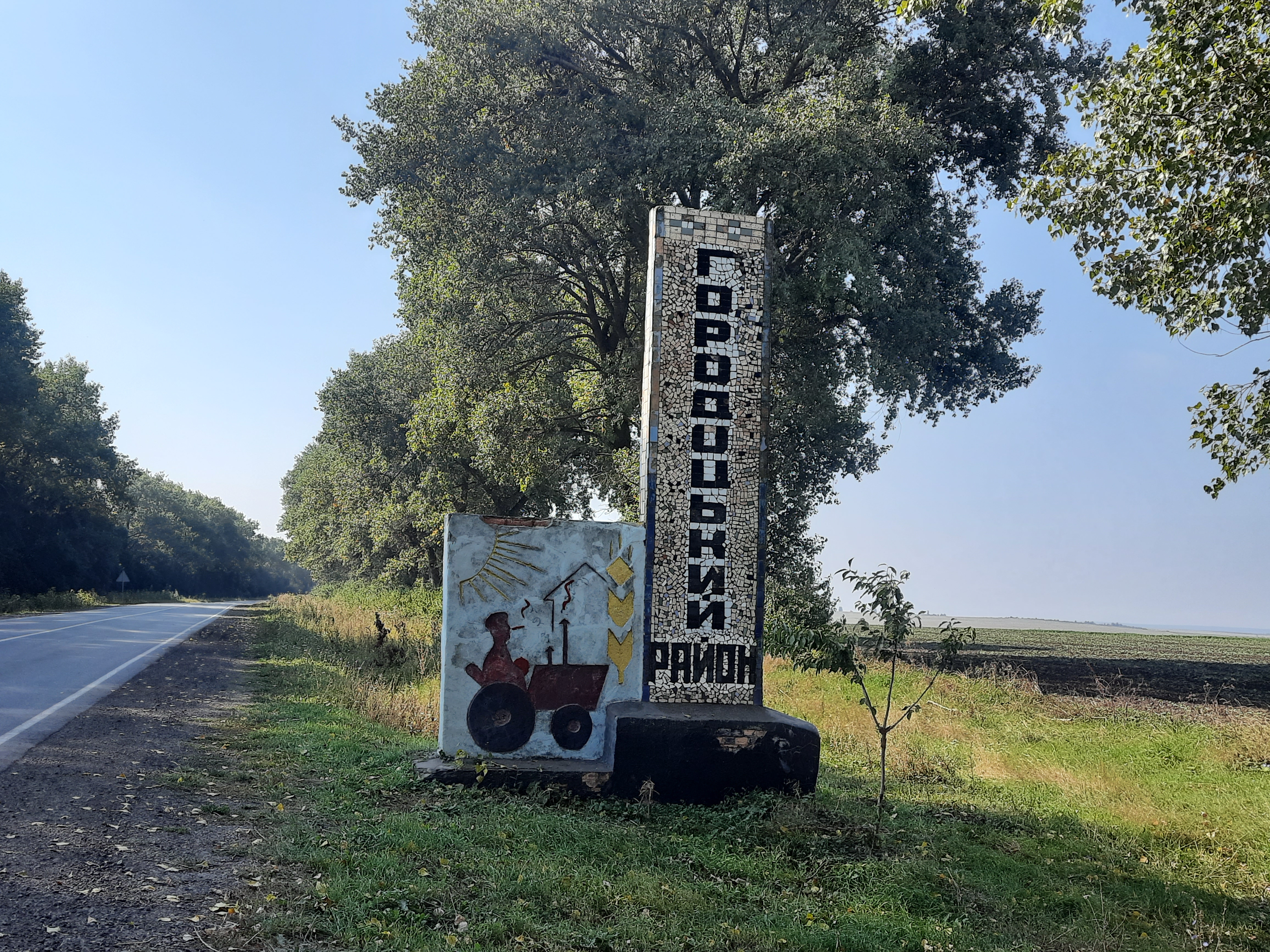
Стела пари в'їзді в Городоцький р-н.

Городо́цький райо́н — колишній район, розташований у південно-західній частині Хмельницькій області. Центр — місто Городок. Загальна площа району становить 1,1 тис. км². із населенням понад 50 тисяч чоловік.
За станом на 1 січня 2009 року в районі проживає 52,3 тисяч чоловік. До складу району входить 74 населені пункти, об'єднаних в Городоцьку міську, Сатанівську селищну та 29 сільських рад; 1 місто, 1 селище міського типу і 72 сільські населені пункти.

## Природно-заповідний фонд

### Національні природні парки
Подільські Товтри (частина).

### Ботанічні заказники
Городоцький (загальнодержавного значення), Карабчіївський (загальнодержавного значення).

### Гідрологічні заказники
Радковицький, Шандровський.

### Загальнозоологічні заказники
Білинщина.

### Ландшафтні заказники
Гора над Смотричем, Іванковецький (загальнодержавного значення), Кошарнинський (загальнодержавного значення).

### Лісові заказники
Сатанівський (загальнодержавного значення).

### Орнітологічні заказники
Тарасівський.

### Ботанічні пам'ятки природи
Городоцька Дача І, Городоцька Дача ІІ, Група вікових дерев, Деренівка, Дуб черешчатий, Урочище «Качанове».

### Гідрологічні пам'ятки природи
Пільноолексинецький став.

### Комплексні пам'ятки природи
Гусикова гора.

### Заповідні урочища
Запуск, Козацький яр, Скеля.

### Дендрологічні парки
Флора.

### Парки-пам'ятки садово-паркового мистецтва
Сатанівська перлина (загальнодержавного значення).

## Історія
05.02.1965 Указом Президії Верховної Ради Української РСР передано Скіпченську сільраду Чемеровецького району і Великокарабчіївську сільраду Дунаєвецького району до складу Городоцького району.

## Населення
Розподіл населення за віком та статтю (2001):
| Стать | Всього | До 15 років | 15-24 | 25-44 | 45-64 | 65-85 | Понад 85 |
| --- | ------ | ----------- | ----- | ----- | ----- | ----- | -------- |
| Чоловіки | 26 391 | 5185        | 3113  | 7624  | 6685  | 3665  | 119      |
| Жінки | 32 251 | 4872        | 3009  | 7415  | 8339  | 7806  | 810      |
| \| Статево-вікова піраміда \| Статево-вікова піраміда \| Статево-вікова піраміда \| \| ----------------------- \| ----------------------- \| ----------------------- \| \| Чоловіки \| Вік \| Жінки \| \| 119 \| 85 + \| 810 \| \| 289 \| 80-84 \| 1088 \| \| 750 \| 75-79 \| 2023 \| \| 1357 \| 70-74 \| 2583 \| \| 1269 \| 65-69 \| 2112 \| \| 1899 \| 60-64 \| 2710 \| \| 1277 \| 55-59 \| 1727 \| \| 1659 \| 50-54 \| 1953 \| \| 1850 \| 45-49 \| 1949 \| \| 2030 \| 40-44 \| 1988 \| \| 1816 \| 35-39 \| 1845 \| \| 1905 \| 30-34 \| 1707 \| \| 1873 \| 25-29 \| 1875 \| \| 1529 \| 20-24 \| 1586 \| \| 1584 \| 15-20 \| 1423 \| \| 1967 \| 10-14 \| 1920 \| \| 1831 \| 5-9 \| 1645 \| \| 1387 \| 0-4 \| 1307 \| |        |             |       |       |       |       |          |
| Статево-вікова піраміда |        |             |       |       |       |       |          |
| Чоловіки | Вік    | Жінки       |       |       |       |       |          |
| 119 | 85 +   | 810         |       |       |       |       |          |
| 289 | 80-84  | 1088        |       |       |       |       |          |
| 750 | 75-79  | 2023        |       |       |       |       |          |
| 1357 | 70-74  | 2583        |       |       |       |       |          |
| 1269 | 65-69  | 2112        |       |       |       |       |          |
| 1899 | 60-64  | 2710        |       |       |       |       |          |
| 1277 | 55-59  | 1727        |       |       |       |       |          |
| 1659 | 50-54  | 1953        |       |       |       |       |          |
| 1850 | 45-49  | 1949        |       |       |       |       |          |
| 2030 | 40-44  | 1988        |       |       |       |       |          |
| 1816 | 35-39  | 1845        |       |       |       |       |          |
| 1905 | 30-34  | 1707        |       |       |       |       |          |
| 1873 | 25-29  | 1875        |       |       |       |       |          |
| 1529 | 20-24  | 1586        |       |       |       |       |          |
| 1584 | 15-20  | 1423        |       |       |       |       |          |
| 1967 | 10-14  | 1920        |       |       |       |       |          |
| 1831 | 5-9    | 1645        |       |       |       |       |          |
| 1387 | 0-4    | 1307        |       |       |       |       |          |

Національний склад населення за даними перепису 2001 року:
| Національність | Кількість осіб | Відсоток |
| -------------- | -------------- | -------- |
| українці       | 53309          | 91,36 %  |
| поляки         | 4188           | 7,18 %   |
| росіяни        | 656            | 1,12 %   |
| білоруси       | 42             | 0,07 %   |
| молдовани      | 24             | 0,04 %   |
| інші           | 129            | 0,22 %   |

Мовний склад населення за даними перепису 2001 року:
| Мова       | Кількість осіб | Відсоток |
| ---------- | -------------- | -------- |
| українська | 57451          | 98,46 %  |
| російська  | 565            | 0,97 %   |
| польська   | 244            | 0,42 %   |
| білоруська | 20             | 0,03 %   |
| молдовська | 14             | 0,02 %   |
| інші       | 54             | 0,09 %   |

## Політика
25 травня 2014 року відбулися Президентські вибори України. У межах Городоцького району було створено 70 виборчих дільниць. Явка на виборах складала — 68,61 % (проголосували 27 896 із 40 656 виборців). Найбільшу кількість голосів отримав Петро Порошенко — 50,82 % (14 178 виборців); Юлія Тимошенко — 21,03 % (5 866 виборців), Олег Ляшко — 14,52 % (4 051 виборців), Анатолій Гриценко — 4,16 % (1 161 виборців). Решта кандидатів набрали меншу кількість голосів. Кількість недійсних або зіпсованих бюлетенів — 1,00 %.

## Пам'ятки
Згідно з даними управління культури, туризму і курортів Хмельницької облдержадміністрації перебуває 42 пам'ятки історії. З них 39 присвячені радянським воїнам часів Другої світової війни.

## Населені пункти, зняті з обліку
- Слобідка-Сатанівська (1997)
- Яромирка
- Вербична — приєднано до с. Сирватинці